# Загај под Бочем
Загај под Бочем (словен. Zagaj pod Bočem) је насељено место у општини Рогашка Слатина, Савињска регија, Словенија.

## Историја
До територијалне реорганизације у Словенији био је у саставу старе општине Шмарје при Јелшах.

## Становништво
У попису становништва из 2011. године, Загај под Бочем је имао 168 становника.
| Број становника према пописима | Број становника према пописима | Број становника према пописима |
| ------------------------------ | ------------------------------ | ------------------------------ |
| 1991                           | 2002                           | 2011                           |
| 162                            | 156                            | 168                            |

Напомена: До 1953. исказивано под именом Загај.